# U-Bahnhof Świętokrzyska
Der U-Bahnhof Świętokrzyska  ist der einzige Turmbahnhof der Warschauer Metro. Hier kreuzen sich die beiden Linien M1 (Nord-Süd-Verlauf) und M2 (West-Ost-Verlauf). Die Bahnsteige liegen etwa unter der Kreuzung der Ulica Świętokrzyska und Ulica Marszałkowska im Stadtteil Śródmieście. 
Die Station der Linie M1 wurde – zusammen mit der benachbarten Station Ratusz – am 11. Mai 2001 in Anwesenheit des polnischen Verkehrsminister Jerzy Widzyk, des Warschauer Oberbürgermeisters Paweł Piskorski und des polnischen Primas Józef Glemp eröffnet. Die Station der später gebauten Linie M2 wurde im März 2015 in Betrieb genommen. 
Die Gleisanlage der Linie M1 verläuft in einer Tiefe von zwölf Metern, die der zweiten Linie liegt rund 19 Meter tief. Der Bahnsteig der Linie M1 befindet sich unter dem nordwestlichen Bereich der Straßenkreuzung, der 127 Meter lange Bahnsteig der Linie M2 unterhalb der Ulica Świętokrzyska. Die Station der Linie M1 liegt zwischen den Metrostationen Centrum (Entfernung 577 Meter) und Ratusz Arsenał (Entfernung 1128 Meter); die Station der Linie M2 liegt zwischen den Stationen Rondo ONZ (Entfernung 787 Meter) und Nowy Świat-Uniwersytet (Entfernung 557 Meter).
Die Anlage verfügte ursprünglich über drei Zugänge, beim Bau der Station für die Linie M2 wurden weitere sechs Eingänge angelegt, von denen vier mit Rolltreppen ausgestattet sind. Zusätzlich gibt es vier Aufzüge.
Beim Bau der beiden Stationen kam es – auch aufgrund der schwierigen Bodenverhältnisse – mehrfach zu Unfällen und Verzögerungen. Verschiedentlich gaben Strukturen nach, Wassereinbrüche und Deckenschäden waren die Folge. 1998 wurden zwei Arbeiter verletzt, ein weiterer starb bei einem Unfall bei der angrenzenden Tunnelbohrung. Im Jahr 2000 stießen Bauarbeiter auf eine Luftbombe, 2012 auf eine 1,5 Tonnen schwere Granate und im selben Jahr auf weitere Bombenteile.
Der ältere Teil der Anlage wurde von der Architektin Jasna Strzałkowska-Ryszka entworfen, für die Ausgestaltung waren Krystyna Jonak und Anna Jełowiecka-Krupa verantwortlich, für die Statik Ryszard Misiurek und Urszula Gawlewicz. Der neuere Teil wurde von dem Architekten Andrzej Chołdzyński gestaltet, die Wandbilder in der Station stammen von Wojciech Fangor. 
Über einem Teil des Bahnhofs wird seit dem Jahr 2019 das Bürogebäude Central Point mit 26 Stockwerken errichtet. Da die Kellergeschosse des Gebäudes auf dem Dach des U-Bahnhofs liegen, stellten Konstruktionsplanung und Realisierung der Baumaßnahmen bei der Tiefgründung der Fundamente eine Herausforderung dar. Bei den Bauarbeiten kam es zu Beschädigungen an der Bahnhofsstruktur.